# スティーブン・ラーカム
スティーブン・ラーカム（Stephen Larkham、1974年5月29日 - ）は、オーストラリアのラグビー選手。2008年から2011年までリコーブラックラムズに所属。現在はスーパーラグビーのブランビーズでヘッドコーチを務める。

## プロフィール
- キャンベラ出身。
- ポジションはスタンドオフ、フルバック。
- 元オーストラリア代表で、キャップ数102。

## 来歴
オーストラリア国立大学からACT&サザンNSWに加入。
1996年からはスーパー12（現・スーパー14）のブランビーズ及びオーストラリア代表のワラビーズでもプレー。ブランビーズで2度の王座獲得。ワラビーズでも1999年より3大会連続でワールドカップに出場。
2007年、W杯をもって代表引退。
2008年、トップリーグから陥落したリコーに加入。古豪再建を託され1年での復帰に貢献した。
2010年、同年シーズンをもって現役引退した。
2014年、ブランビーズのヘッドコーチに就任。